# عبدالوهاب جعفر
عبدالوهاب جعفر (عربی: عبد الوهاب جعفر؛ زادهٔ ۱۵ سپتامبر ۱۹۹۳) یک ورزشکار اهل عربستان سعودی است.
از باشگاه‌هایی که در آن بازی کرده‌است می‌توان به باشگاه فوتبال الشباب عربستان سعودی اشاره کرد.